# パパとなっちゃん
『パパとなっちゃん』は、1991年4月19日から6月21日まで毎週金曜日 21:00 - 21:54（JST）にTBS系列「金9ドラマ」枠で放送された日本のテレビドラマ。主演は田村正和。

## 概要
『パパはニュースキャスター』、『パパは年中苦労する』に続く田村正和のパパシリーズの第3弾と見ることもできるが、前2作が前妻や愛人の子供が主人公の元に押しかけ一緒に生活するコメディータッチなのに対し、本作品は妻を亡くし、男手一つで娘を育ててきた父と結婚適齢期を迎えた娘との関係を描いたホームコメディー。
小泉今日子が歌った主題歌『あなたに会えてよかった』は158万枚を売り上げ、大ヒットとなった。

## あらすじ
志村五郎は妻と9年前に死別。以降は夏実と二人で暮らしてきた。
そんな五郎の苦労と夏実が嫁いでいくまでを描いたハートフル・コメディ。

## キャスト

### 志村家
志村 五郎（しむら ごろう）
演 - 田村正和
夏実の父。妻とは9年前に死別。元音羽建設のやり手建築士。突然、会社に辞表を出し、独立。
志村 夏実（しむら なつみ）
演 - 小泉今日子
五郎の一人娘。第1話時点では20歳で大学2年生。最終話では25歳で九州に嫁いで行く。小鹿書房勤務。
志村 静江（しむら しずえ）
演 - 五十嵐淳子
五郎の妻。音大出身。夏実が小学5年生の時死去。
森脇 まどか（もりわき まどか）
演 - 白川由美
静江の母。夏実の祖母にあたるが、夏実や梅田からは「まどかさん」と呼ばれている。志村家の裏に住んでいるため、五郎や夏実の食事の世話などしている。夫とはすでに死別。

### 国枝家
国枝 伸（くにえだ しん）
演 - 小林稔侍
五郎の友人。音羽建設部長。
国枝 美紀（くにえだ みき）
演 - 山口いづみ
国枝の3度目の妻。

### その他
梅田 大介（うめだ だいすけ）
演 - 浜田雅功（ダウンタウン）
志村家に配達に来る生協の兄ちゃん。配達に寄った際、まどかになにかと用事を頼まれる。
小宮（榊原）厚子（こみや あつこ）
演 - とよた真帆
夏実の親友。大学を卒業した後はOLとなる。7話で結婚し、8話以降は榊原姓に。
杉本 正（すぎもと ただし）
演 - 大江千里
夏実の婚約者。小鹿書房勤務。宮崎にある工場を継ぐこととなる。
※大江は本作の出演がきっかけで、貴島、八木の両プロデューサーから次作の主題歌提供と出演の両面で関わることになった。
平野 聡（ひらの さとし）
演 - 大鶴義丹
夏実の中学時代の同級生で初恋の相手。ニューヨーク勤務が決まっている。

## スタッフ
- 脚本 - 山元清多
- 演出 - 遠藤環、生野慈朗、貴島誠一郎
- 演出補 - 土井裕泰
- プロデューサー - 八木康夫、貴島誠一郎
- プロデューサー補 - 壁谷悌之
- 主題歌 - 小泉今日子「あなたに会えてよかった」
- カメラ - 小川信明
- 映像 - 石田伸夫
- 選曲 - 辻田昇司
- 編集 - 鉄尾直司
- 美術制作 - 古川雅之
- デザイン - 浦上憲司
- 衣装 - 岸靖彦
- 製作著作 - TBS

## 放送日程
| 各話                                                       | 放送日  | サブタイトル                       | 演出       |
| ---------------------------------------------------------- | ------- | ---------------------------------- | ---------- |
| 第1話                                                      | 4月19日 | ひとり娘 夏実誕生                  | 遠藤環     |
| 第2話                                                      | 4月26日 | とっとと嫁にいっちまえ!!           | 遠藤環     |
| 第3話                                                      | 5月03日 | 外泊はゆるさん!!                   | 生野慈朗   |
| 第4話                                                      | 5月10日 | 母の日                             | 生野慈朗   |
| 第5話                                                      | 5月17日 | パパが再婚する!                    | 遠藤環     |
| 第6話                                                      | 5月24日 | あなたに会えてよかった             | 貴島誠一郎 |
| 第7話                                                      | 5月31日 | パパ、会ってもらいたい人がいるの   | 生野慈朗   |
| 第8話                                                      | 6月07日 | 夏実さんをください!                | 生野慈朗   |
| 第9話                                                      | 6月14日 | 結婚は認めない!                    | 遠藤環     |
| 最終話                                                     | 6月21日 | お父さん、長い間お世話になりました | 遠藤環     |
| 平均視聴率 17.3%（視聴率は関東地区・ビデオリサーチ社調べ） |         |                                    |            |

## エピソード
プロデューサーの八木によると、自身の体験を基に、既に3年前から田村と小泉のコンビで同ドラマ化の構想を温めていたという。
小泉今日子は自分と田村が恋人同士ではなく、親子に見えるのか心配していたという。実際に田村と小泉が恋人の様だということが話題になり、更に田村演じる志村五郎が小泉演じる娘の一挙手一投足に右往左往する演技が話題となった。また小泉は、現場で田村に会えると考えると、朝早く起きるのも嫌ではなかったと後に明かした。